# Federico I di Brandeburgo
Federico I di Hohenzollern (Norimberga, 21 settembre 1371 – Cadolzburg, 20 settembre 1440) fu l'ultimo burgravio di Norimberga col nome di Federico VI e principe elettore di Brandeburgo col nome di Federico I.

Egli era figlio del burgravio Federico V di Norimberga e di Elisabetta di Meißen, e fu il primo membro della casata degli Hohenzollern a regnare sul Brandeburgo.

## Biografia
Federico entrò ancora giovanissimo al servizio dell'Austria e combatté al fianco dell'imperatore Sigismondo di Lussemburgo, all'epoca re d'Ungheria. Dopo essere tornato in patria, egli divise l'eredità paterna con il proprio fratello, Giovanni, che ricevette il Bayreuth mentre Federico ottenne il Ansbach. Dapprima egli tentò di mediare nella confusione tra il re Venceslao e il partito di Roberto del Palatinato, anche se poi si trovò a combattere al fianco di Roberto nel settembre del 1399.
Egli ottenne nuovamente il proprio governo su Ansbach nel 1409 e dopo essersi infeudato, si schierò col re Sigismondo. In rappresentanza del Brandeburgo prese parte il 20 settembre 1410 all'elezione di Sigismondo a imperatore del Sacro Romano Impero, cerimonia che si svolse a Francoforte sul Meno. Per ricompensa, il re Sigismondo lo rese Oberster Hauptmann e Verwalter der Marken (1411). La leggenda vuole che Federico abbia combattuto i propri nemici con un solo guanto di ferro, nella marca del Brandeburgo (in particolare, la famiglia Quitzow) e, alla fine, abbia ristabilito la pace. Federico divenne anche membro della Società del Parrocchetto e poi della lega di Costanza.
Al concilio di Costanza (30 aprile 1415) Sigismondo garantì a Federico i titoli di margravio e principe elettore di Brandeburgo. Il 21 ottobre 1415 gli stati generali brandeburghesi si incontrarono in una Landtag chiedendogli di governare anche Berlino. Il re concesse questo incarico il 18 aprile del 1417. Federico non era d'accordo con le decisioni di Sigismondo contro gli hussiti e i rapporti tra i due furono ad ogni modo freddi.
I costanti contrasti con la nobiltà brandeburghese lo spinsero ad abbandonare il proprio castello di Cadolzburg nel 1425 ed a trasferire la reggenza del margraviato al proprio figlio Giovanni nel 1426 (Federico, ad ogni modo, mantenne per sé il titolo di elettore). Dopo il 1427 egli organizzò la guerra imperiale contro gli hussiti e aiutò in occasione del concilio di Basilea nella mediazione della Prager Kompaktaten (30 novembre 1433).
Alla sua morte, avvenuta nel 1440, a Federico successe come elettore dal suo figlio secondogenito, Federico II, dal momento che il maggiore, Giovanni, aveva rinunciato ai propri diritti al trono.

## Matrimonio e figli
Federico I sposò, il 18 settembre 1401, Elisabetta di Baviera-Landshut (1383–13 novembre 1442), figlia del duca Federico di Baviera-Landshut e di Maddalena Visconti. La coppia ebbe dieci figli:
- Elisabetta (1403–31 ottobre 1449), sposò in prime nozze il duca Ludovico II di Liegnitz e Brieg, ebbero quattro figli, e in seconde nozze il duca Venceslao I di Teschen;
- Cecilia (1405–4 gennaio 1449), sposò il duca Guglielmo di Brunswick-Lüneburg, ebbero due figli;
- Giovanni "l'Alchimista" (1405-16 novembre 1465);
- Margherita (1410–27 luglio 1465), sposò in prime nozze il duca Alberto V di Meclemburgo, non ebbero figli, e in seconde nozze il duca Ludovico VIII di Baviera, ebbero due figli, e in terze nozze Martin von Waldenfels;
- Maddalena (1412–27 ottobre 1454), sposò il duca Federico di Brunswick-Lüneburg, ebbero tre figli;
- Federico II (19 novembre 1413-17 febbraio 1471);
- Alberto Achille (24 novembre 1414-11 marzo 1486);
- Sofia (nata e morta nel 1417);
- Dorotea (9 febbraio 1420–19 gennaio 1491), sposò il duca Enrico IV di Meclemburgo-Schwerin, ebbero un figlio;
- Federico "il Grasso" (1424–6 ottobre 1463).

## Ascendenza
|                            |                      |                                        | Genitori                             |  |  | Nonni |  |  | Bisnonni                  |  |  | Trisnonni                  |  |
|                            |                      |                                        |                                      |  |  |       |  |  | Federico IV di Norimberga |  |  | Federico III di Norimberga |  |
|                            |                      |                                        |                                      |  |  |       |  |  | Federico IV di Norimberga |  |  | Federico III di Norimberga |  |
|                            |                      | Elena di Sassonia                      |                                      |  |  |       |  |  | Federico IV di Norimberga |  |  |                            |  |
| Giovanni II di Norimberga  |                      |                                        |                                      |  |  |       |  |  | Federico IV di Norimberga |  |  |                            |  |
|                            |                      | Margherita di Carinzia                 | Alberto di Gorizia                   |  |  |       |  |  |                           |  |  |                            |  |
|                            |                      | Margherita di Carinzia                 | Alberto di Gorizia                   |  |  |       |  |  |                           |  |  |                            |  |
|                            |                      | Margherita di Carinzia                 | Agnese di Hohenberg                  |  |  |       |  |  |                           |  |  |                            |  |
| Federico V di Norimberga   |                      | Margherita di Carinzia                 |                                      |  |  |       |  |  |                           |  |  |                            |  |
|                            |                      | Bertoldo VII di Henneberg-Schleusingen | Bertoldo V di Henneberg-Schleusingen |  |  |       |  |  |                           |  |  |                            |  |
|                            |                      | Bertoldo VII di Henneberg-Schleusingen | Bertoldo V di Henneberg-Schleusingen |  |  |       |  |  |                           |  |  |                            |  |
|                            |                      | Bertoldo VII di Henneberg-Schleusingen | Sofia di Schwarzburg                 |  |  |       |  |  |                           |  |  |                            |  |
| Elisabetta di Henneberg    |                      | Bertoldo VII di Henneberg-Schleusingen |                                      |  |  |       |  |  |                           |  |  |                            |  |
|                            |                      | Adelaide d'Assia                       | Enrico I d'Assia                     |  |  |       |  |  |                           |  |  |                            |  |
|                            |                      | Adelaide d'Assia                       | Enrico I d'Assia                     |  |  |       |  |  |                           |  |  |                            |  |
|                            |                      | Adelaide d'Assia                       | Adelaide di Brunswick-Lüneburg       |  |  |       |  |  |                           |  |  |                            |  |
| Federico I del Brandeburgo |                      | Adelaide d'Assia                       |                                      |  |  |       |  |  |                           |  |  |                            |  |
|                            | Federico I di Meißen | Alberto II di Meißen                   |                                      |  |  |       |  |  |                           |  |  |                            |  |
|                            | Federico I di Meißen | Alberto II di Meißen                   |                                      |  |  |       |  |  |                           |  |  |                            |  |
|                            | Federico I di Meißen | Margherita di Sicilia                  |                                      |  |  |       |  |  |                           |  |  |                            |  |
| Federico II di Meißen      | Federico I di Meißen |                                        |                                      |  |  |       |  |  |                           |  |  |                            |  |
|                            |                      | Elisabetta di Lobdeburg                | Otto IV di Lobdeburg-Arnshaugk       |  |  |       |  |  |                           |  |  |                            |  |
|                            |                      | Elisabetta di Lobdeburg                | Otto IV di Lobdeburg-Arnshaugk       |  |  |       |  |  |                           |  |  |                            |  |
|                            |                      | Elisabetta di Lobdeburg                | Elisabetta di Orlamünde              |  |  |       |  |  |                           |  |  |                            |  |
| Elisabetta di Meißen       |                      | Elisabetta di Lobdeburg                |                                      |  |  |       |  |  |                           |  |  |                            |  |
|                            |                      | Ludovic IV del S.R.I.                  | Ludovico II del Palatinato           |  |  |       |  |  |                           |  |  |                            |  |
|                            |                      | Ludovic IV del S.R.I.                  | Ludovico II del Palatinato           |  |  |       |  |  |                           |  |  |                            |  |
|                            |                      | Ludovic IV del S.R.I.                  | Matilde d'Asburgo                    |  |  |       |  |  |                           |  |  |                            |  |
| Matilde di Baviera         |                      | Ludovic IV del S.R.I.                  |                                      |  |  |       |  |  |                           |  |  |                            |  |
|                            |                      | Beatrice di Slesia-Glogau              | Bolko I di Schweidnitz               |  |  |       |  |  |                           |  |  |                            |  |
|                            |                      | Beatrice di Slesia-Glogau              | Bolko I di Schweidnitz               |  |  |       |  |  |                           |  |  |                            |  |
|                            |                      | Beatrice di Slesia-Glogau              | Beatrice del Brandeburgo             |  |  |       |  |  |                           |  |  |                            |  |
|                            |                      | Beatrice di Slesia-Glogau              |                                      |  |  |       |  |  |                           |  |  |                            |  |

## Fonti

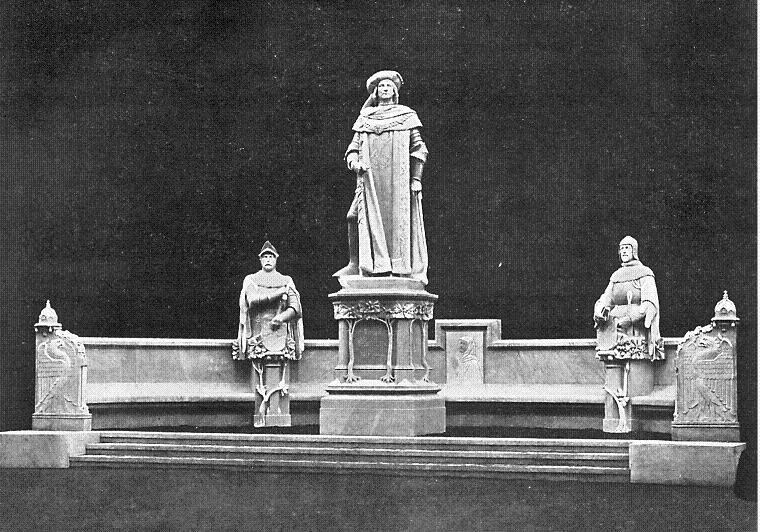
Federico I (Siegesallee, Berlino)

- Mast, Peter: Die Hohenzollern - Von Friedrich III. bis Wilhelm II., Graz, Wien, Köln 1994.